# Peintures murales en Morbihan
Cette liste recense les peintures murales en Morbihan, département de la région Bretagne, avec un classement non exhaustif dans l'ordre chronologique, puis alphabétique.

## XVesiècle
- Le Croisty, église Saint-Jean-Baptiste : sa voûte bleue symbolise le ciel dans l'art roman. Elle comporte des sablières en bois polychrome, comportant des scènes de chasse et le combat des centaures, un homme sur le point d'uriner, restaurées en 2001 et 2002, par le restaurateur d'art, monsieur Alain Plesse, agréé monuments historiques.  Elles sont classées  Classé MH (1939) pour 14 scènes d'entre elles et une en  Classé MH (1994), d'autres pièces de mobilier de cette église sont également classées.

- Landévant: Chapelle de Locmaria-er-Hoët, peintures sur charpente et murs  Inscrit MH (1925)

- Kernascléden,  Église Notre-Dame,  Classé MH (1857), Passion, l'Enfer datées de 1465-1470 ainsi que Danse macabre dans le bras sud du transeptDe gauche à droite : le prédicateur, deux cadavres, le pape, un cadavre, un homme couronné, un cadavre, un autre homme couronné. [1]

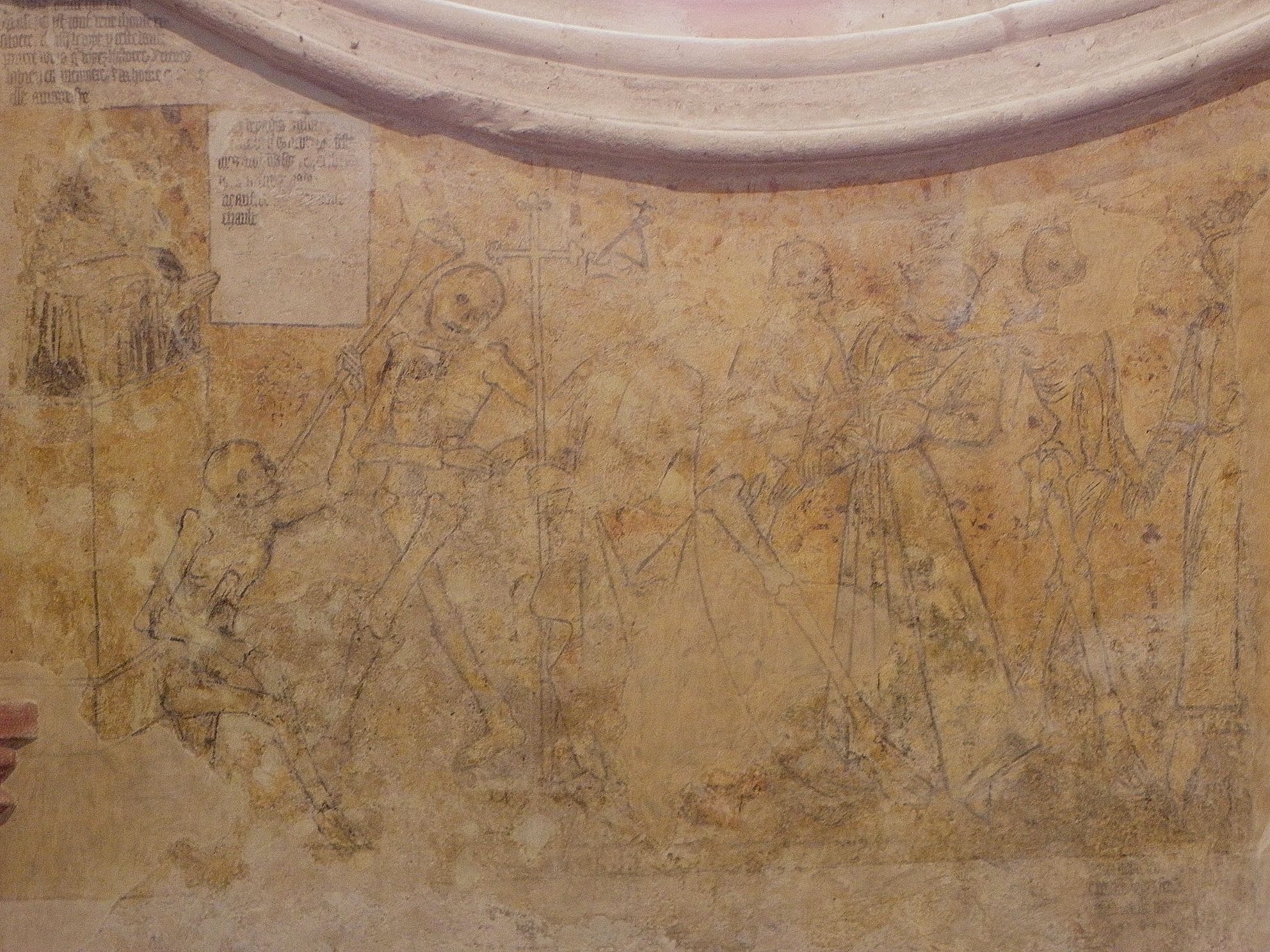
De gauche à droite : le prédicateur, deux cadavres, le pape, un cadavre, un homme couronné, un cadavre, un autre homme couronné.

- Melrand, chapelle Saint-Fiacre : le mur nord du chœur conserve les vestiges d´une peinture murale consacrée à la vie de saint Fiacre.  Classé MH (2003).

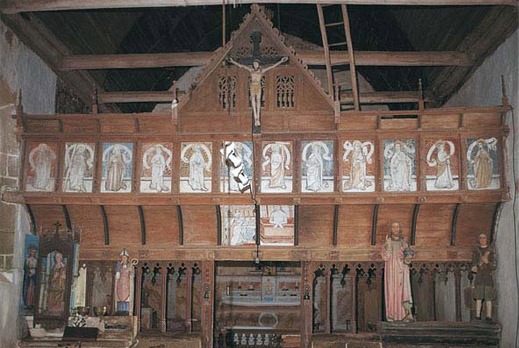
Jubé de la chapelle Saint-Fiacre, Melrand.

- Pontivy :
  - église Saint-Mériadec  Classé MH (1985), (sant Meriadegen breton) à Stival : peintures murales du XVIe siècle à la croisée de voûte garnie de lambris sur arceau de bois et fresque de chaque côté des deux grandes verrières en 12 scènes relatant la vie de saint Mériadec ;
  - chapelle de Stival :fresque du XVe siècle donnant le mode d'emploi de l'objet qu'elle garde avec ferveur, une clochette en cuivre appelée le bonnet de saint Mériadec. On secoue la cloche au-dessus de la tête du fidèle pour le guérir de sa surdité ou améliorer l'audition[réf. nécessaire] Inscrit MH (1933),  Classé MH (1985)[2] ;
  - chapelle de la Houssaye : retable en pierre peinte (la Passion du Christ),  Inscrit MH (1935)[3]

## XVIesiècle
- Neulliac, chapelle Notre-Dame-de-Carmès : fragments de peinture murale dans la nef, où apparaît, notamment sur le mur gouttereau nord, un saint Christophe du XVIe siècle. Un autre plus ancien avec des cercles moulurés présente des moulurations très refouillées à trois boudins polychromes jaune et rouge, avec des motifs géométriques dans les gorges. La scène peinte du lambris primitif, dans le bras nord, représente trois anges vêtus de robes blanches, et portant un cercueil recouvert d'un tissu rouge à motifs de feuillages jaunes. L'exécution est maîtrisée malgré la sobriété des moyens mis en œuvre, d'une très grande importance pour la connaissance de l'ornementation en Bretagne de la fin du XVe siècle au début du XVIe siècle[4].
- Pontivy, église Saint-Mériadec-de-Stival[5] : peintures murales a fresco du XVIe siècle relatant la vie de saint Mériadec. Les fresques présentent douze scènes de la vie légendaire de saint Mériadec qui font côtoyer saint Mériadec — un saint ayant vécu au VIIe siècle — et le vicomte de Rohan, contemporain de la construction de l'église.  Inscrit MH (1933),  Classé MH (1985)[2].

église Saint-Mériadec-de-Stival de Pontivy
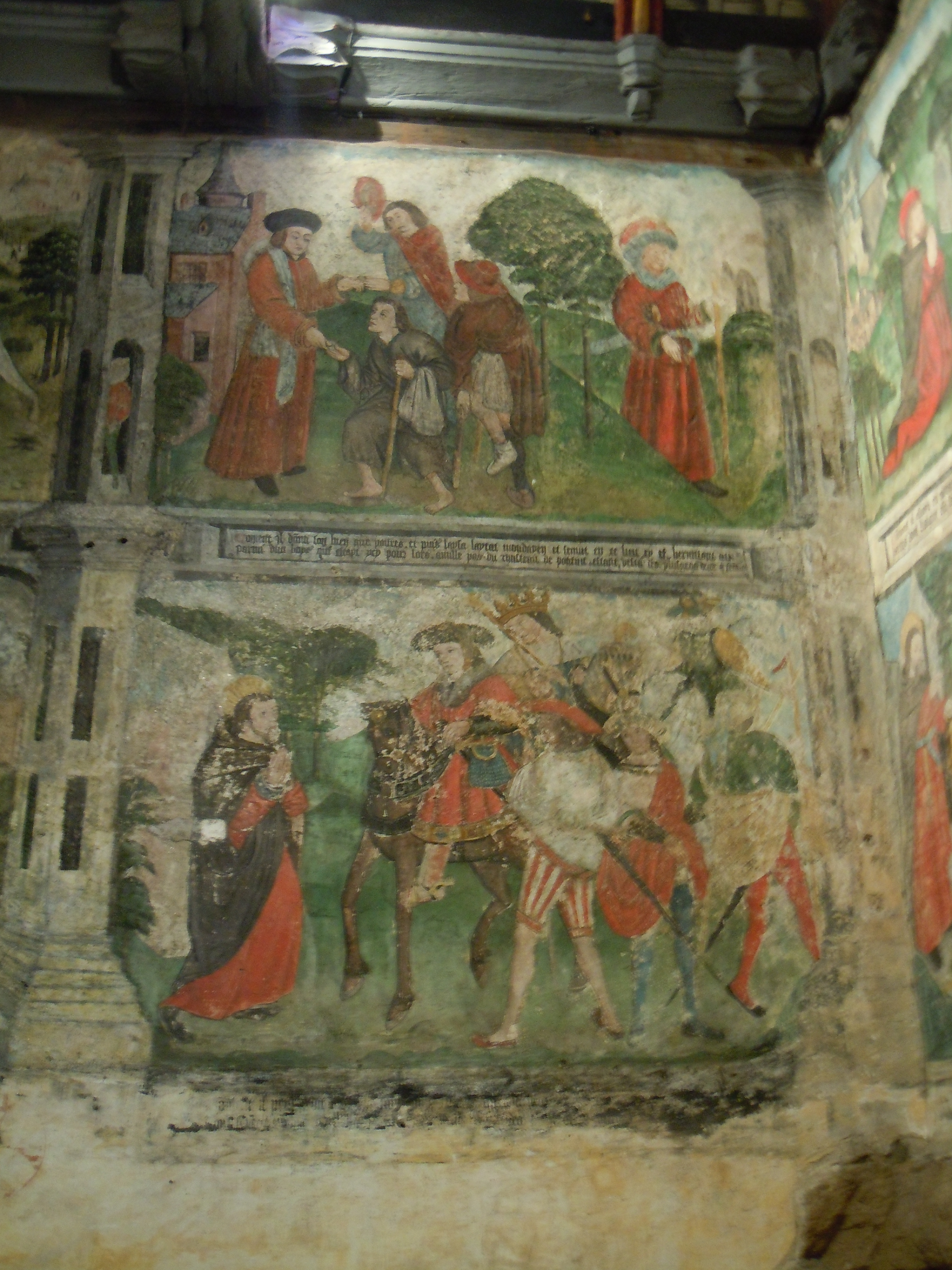
Mériadec donnant ses biens aux pauvres (en haut) et priant le vicomte de Rohan de poursuivre les voleurs (en bas).

- Saint-Thuriau, chapelle Notre-Dame-de-Joie du Gohazé : la chapelle est couverte d'une voûte lambrissée peinte  de motifs floraux en bleu, ornées de rinceaux à fond blanc. Peintures restaurées en 1942[6]. Inscrit MH (1925).

## XVIIesiècle
- Noyal-Pontivy, chapelle Sainte-Noyale : à l'intérieur de la chapelle, les lambris peints au XVIIe siècle illustrent la vie de sainte Noyale[7],[8]. Édifice  Classé MH (1965)[9].

## XVIIIesiècle
- Melrand, au lieu-dit Talroch, chapelle Notre-Dame du Guelhouit : le lambris de la voûte est revêtu de peintures du XVIIIe siècle, repeintes en 1840, reproduisant en 24 tableaux les miracles de saint Isidore, patron des laboureurs[10]. Classé MH (2003).
- Neulliac, chapelle Notre-Dame-de-Carmès : les plus anciennes et également les plus importantes peintures murales racontent les principaux épisodes de la vie du Christ et de la Vierge, en partie signée du nom de « La Palme, peintre 1705 » en bas à gauche du panneau montrant le Couronnement du Christ ; cet artiste a également réalisé un tableau pour la chapelle Saint-Samson dans la même commune[11]. Dans la nef, les enduits de chaux laissent apparaître des fragments de peinture murale où l'on croit reconnaître, notamment sur le mur gouttereau nord, un saint Christophe d'une facture du XVIe siècle[4].
- Pontivy, chapelle Sainte-Tréphine : la chapelle est un petit édifice rectangulaire dont le principal ornement est une voûte en lambris peinte en 1701. La peinture s'étend sur 11,50 m et une largeur de 8,25 m. Elle représente la vie de la sainte en huit médaillons. Les entraits, seules pièces apparentes de la charpente, sont également peints à la tempera sur la partie inférieure et les chanfreins. Le dernier entrait est orné, au centre, de sculptures portant la date de 1623. La chapelle est  Classé MH (1968)[12].
- Saint-Thuriau, église Saint-Thuriau de Saint-Thuriau : peintures murales et plafond, ce dernier étant  Inscrit MH (1925) et  Classé MH (1985). Cette voûte lambrissée décorée par un peintre italien en 1779 raconte la vie de saint Thuriau, évêque, en 18 tableaux en costumes de l'époque de l'exécution des peintures[13].

## XIXesiècle
- Mauron, monastère de l'Action de Grâces : monastère fondé en 1869 par Virginie Danion, native de Mauron. Le  Christ pantocrator (1870), peinture d'Alphonse Le Hénaff dans l'abside de la chapelle[14] .

## XXesiècle
- Lorient, 
  - hôtel de ville, en 1958, deux peintures murales a fresco, par Nicolas Untersteller, l'une dans le salon de réception, l'autre dans la salle des mariages, Les fresques du salon d'honneur et de la salle des mariages couvrent 150 m2. Une somme forfaitaire de 9 millions de francs a été allouée à l'artiste pour leur réalisation[15]
  - Église Notre-Dame-de-Victoire de Lorient, Nicolas Untersteller est l'auteur de la fresque de l'abside illustrant le Couronnement de la Vierge, en 1953. Sur les côtés de la nef, sont peintes des fresques d'Henry Joubioux (1924-1986). A droite, la mise au tombeau en grisaille, fait face à l' Annonciation. Les fonts baptismaux, au fond de la nef à droite du porche, sont surmontés d’une fresque d’Adolphe Beaufrère (1876-1960) représentant l'origine du monde. Deux chapelles latérales sont décorées de fresques de Xavier de Langlais. A gauche, la chapelle du Saint-sacrement, à droite, la chapelle Saint-Louis dans laquelle la fresque retrace la destruction de la ville[16].
  - Archives municipales de la ville de Lorient: peinture a fresco ornant la salle de lecture, peinte en 1961 par Henri-Yves Jacquin, et représentant un planisphère, ainsi que les activités humaines et les découvertes[17].